# Джордано, Лука
Лу́ка Джорда́но  (итал. Luca Giordano, 18 октября 1634, Неаполь — 12 января 1705, там же) — живописец и гравёр итальянского барокко, представитель неаполитанской школы. За быстроту, с которой он работал, получил прозвание «Лука Фа-Престо» (итал. Luca Fà-presto — «Лука, делающий быстро»).

## Биография
Лука Джордано родился 18 октября 1632 года в Неаполе, в семье художника Антонио Джордано. В течение девяти лет учился в родном городе у Хосе де Риберы, а потом занимался в Риме под руководством Пьетро да Кортоны и завершал своё образование копированием работ Рафаэля и Микеланджело.
Впоследствии трудился в Болонье, Париже и Флоренции. Испытал значительное влияние художников венецианского барокко. В 1692 году был приглашён королём Карлом II в Испанию, писал алтарные картины и фрески в Эскориале, Мадриде и Толедо.
Лука Джордано скончался 12 января 1705 года в родном Неаполе.

## Творчество

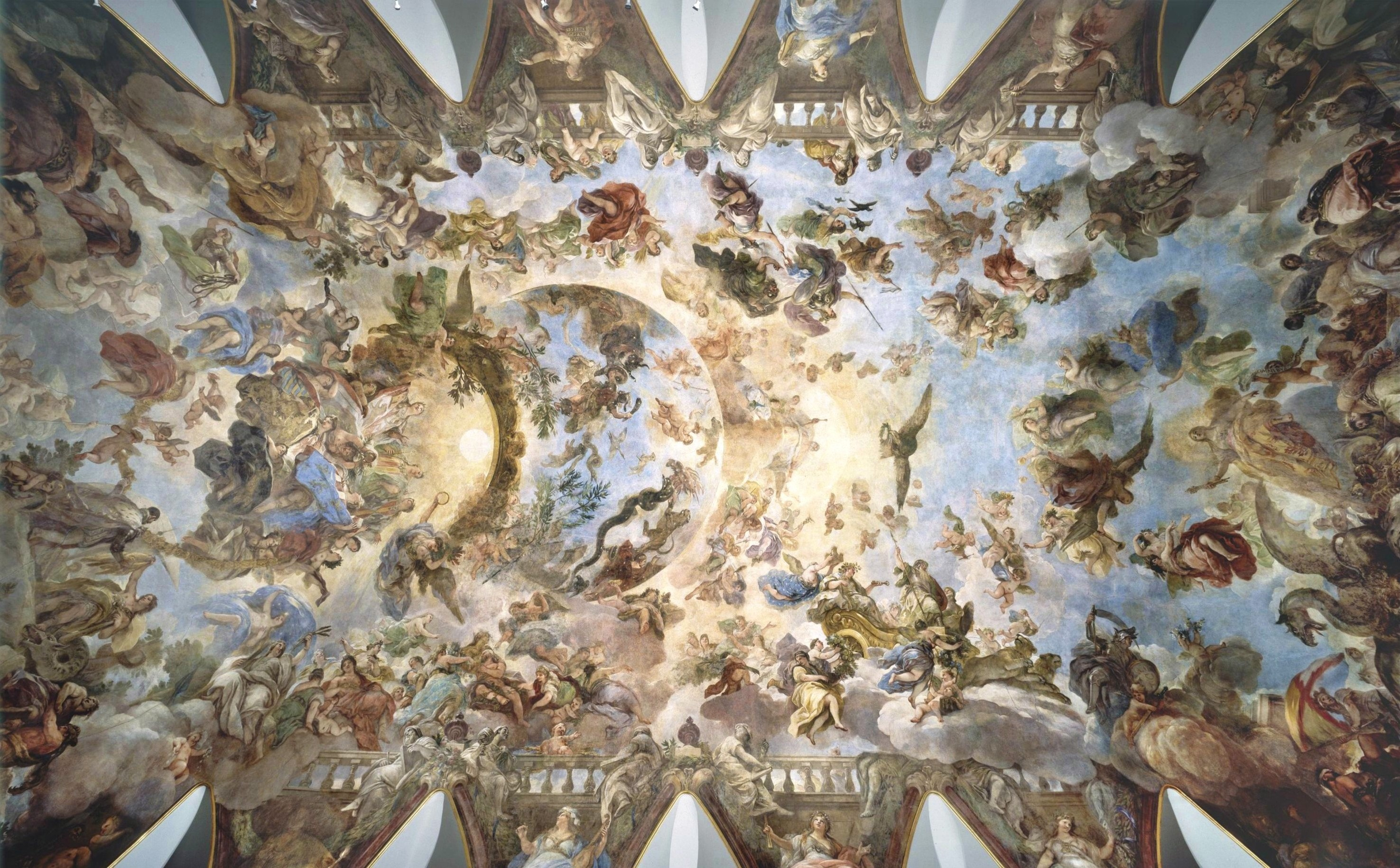
Аллегория Золотого руна. 1694. Фреска плафона дворца Буэн-Ретиро, Мадрид

Лука Джордано «обладал значительным художественным талантом, весьма развитым чувством красоты и удивительной находчивостью воображения; но иногда непростительно злоупотреблял своим дарованием, считая бойкость и быстроту работы главным достоинством живописца».
Им выполнено множество фресок и картин, и едва ли найдётся в Европе картинная галерея, в которой не было бы образцов живописи этого «быстрого художника». Лука, по определению А. И. Сомова, обладал «значительным художественным талантом, весьма развитым чувством красоты и удивительной находчивостью воображения; но иногда непростительно злоупотреблял своим дарованием, считая бойкость и быстроту фактуры главным достоинством живописного произведения. Им исполнено множество фресок и картин, и едва ли найдется в Европе общественная галерея, в которой не было бы образцов его живописи. Одни из них прекрасно задуманы, нарисованы и написаны; другие слабы по концепции и небрежны по исполнению».
Индивидуальный стиль Луки Джордано определяют как соединение элементов римского академизма, итальянского маньеризма и барокко. Именно этот стиль позднее развивал в своих плафонных росписях Джованни Баттиста Тьеполо.
Жермен Базен охарактеризовал его творчество кратко как «художника-эклектика, настоящего факира, работавшего с виртуозной лёгкостью».
Лучшими из работ Луки Джордано считаются «Основание ордена Золотого Руна», плафон в одном из залов дворца Буэн-Ретиро в Мадриде, «Триумф Юдифи» и другие фрески в неаполитанском музее Чертоза-ди-Сан-Мартино, «Архангел Михаил низвергает восставших ангелов в бездну» в Музее истории искусств в Вене и «Суд Париса» в Берлине.
В Санкт-Петербургском Эрмитаже имеется четырнадцать картин Луки Джордано, среди них: «Оплакивание Христа» (копия картины находится в церкви Сент-Эсташ в Париже), «Сон юного Вакха», «Суд Париса», «Кузница Вулкана», «Триумф Галатеи», «Похищение Европы», «Аполлон и Дафна», «Святой Франциск Ассизский», «Рождество Св. Иоанна Крестителя», «Битва лапифов с кентаврами», «Изгнание торгующих из храма». Несколько картин Джордано имеется в Музее изобразительных искусств имени А. С. Пушкина в Москве — «Аполлон и Марсий», «Сусанна перед судьями», «Мучение святого Лаврентия», «Видение креста Константину» и «Брак в Кане Галилейской».

## Галерея

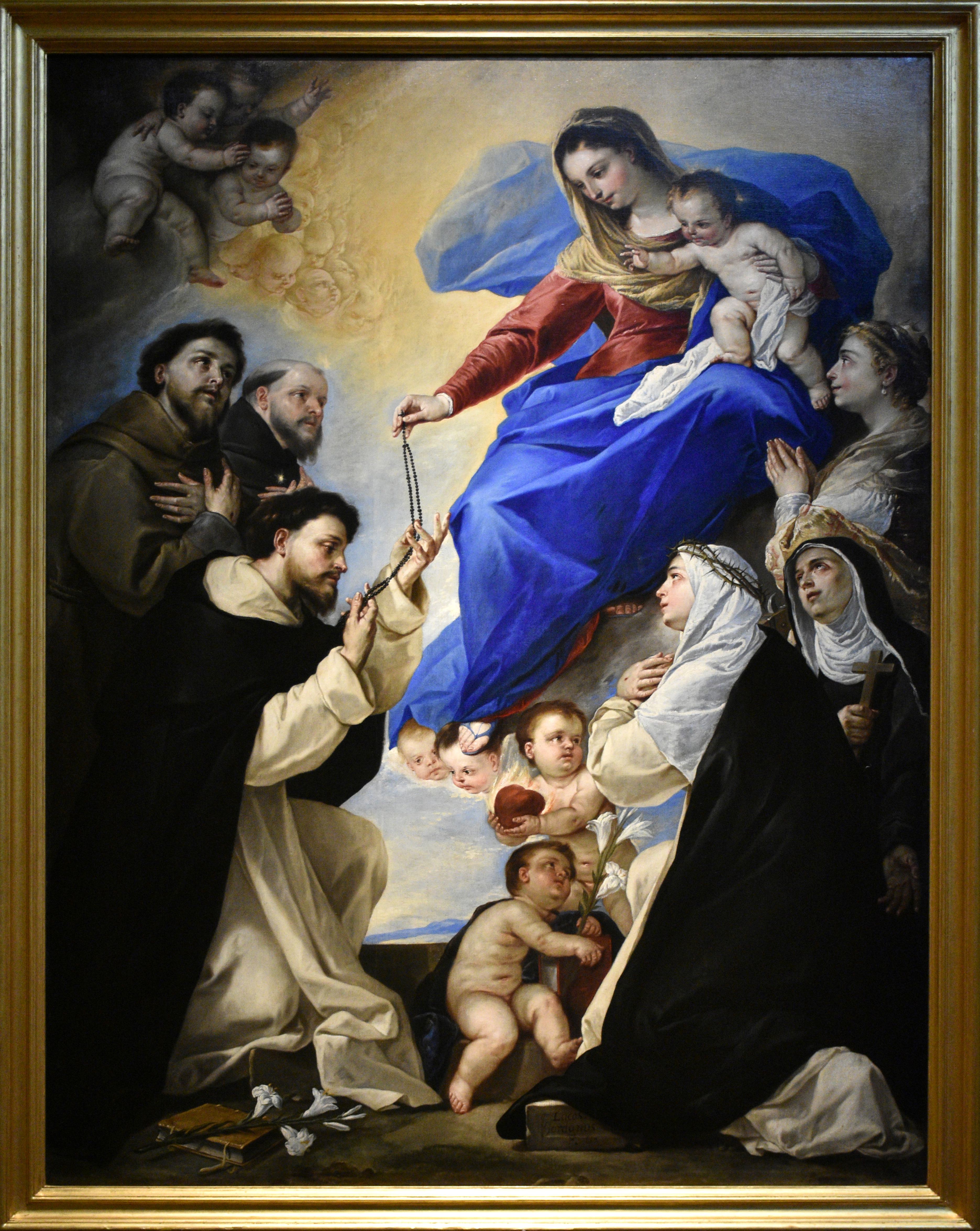
Mадонна Розария. 1172. Картинная галерея Каподимонте, Неаполь
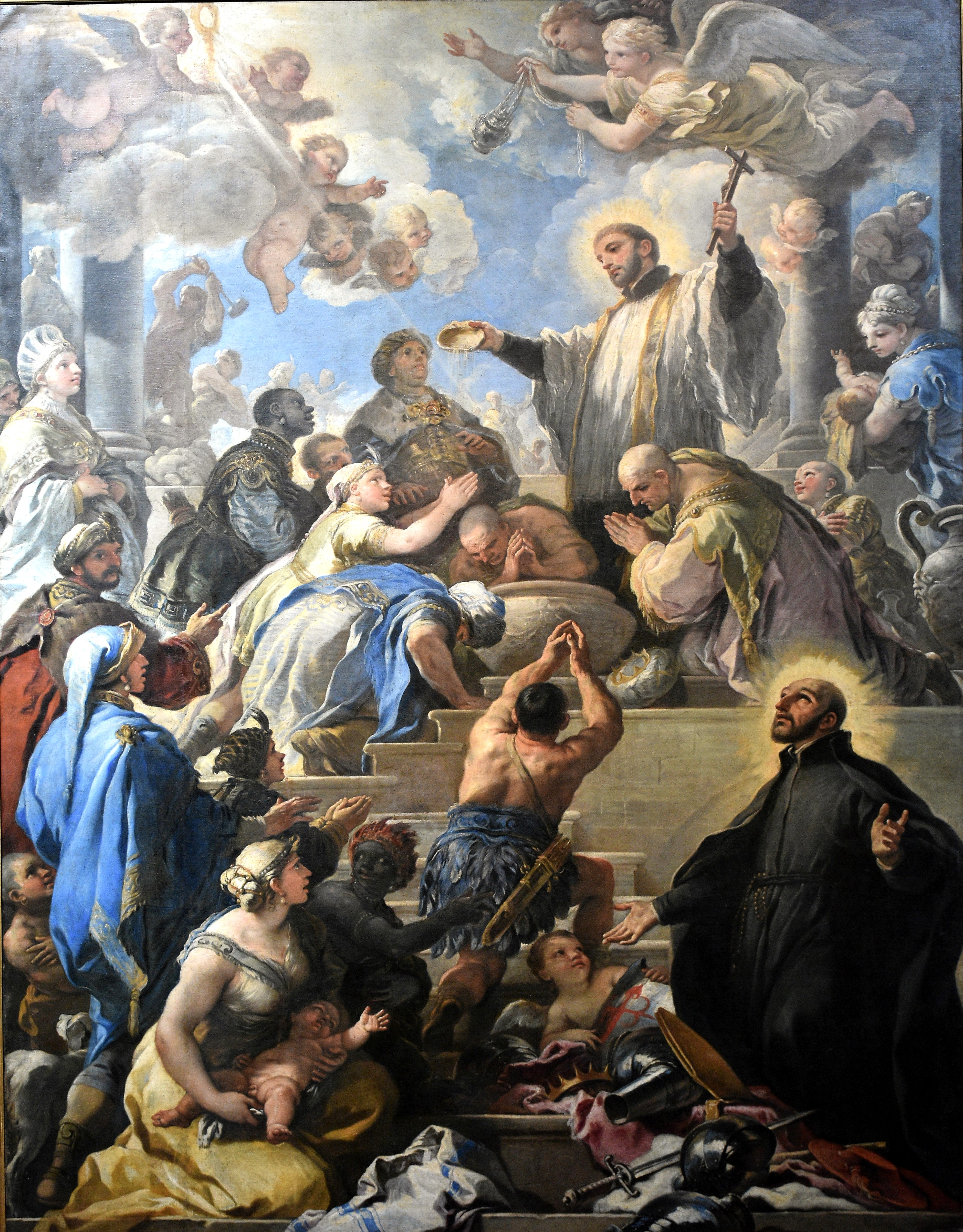
Святой Франциск Ксаверий крестит туземцев. Картинная галерея Каподимонте, Неаполь
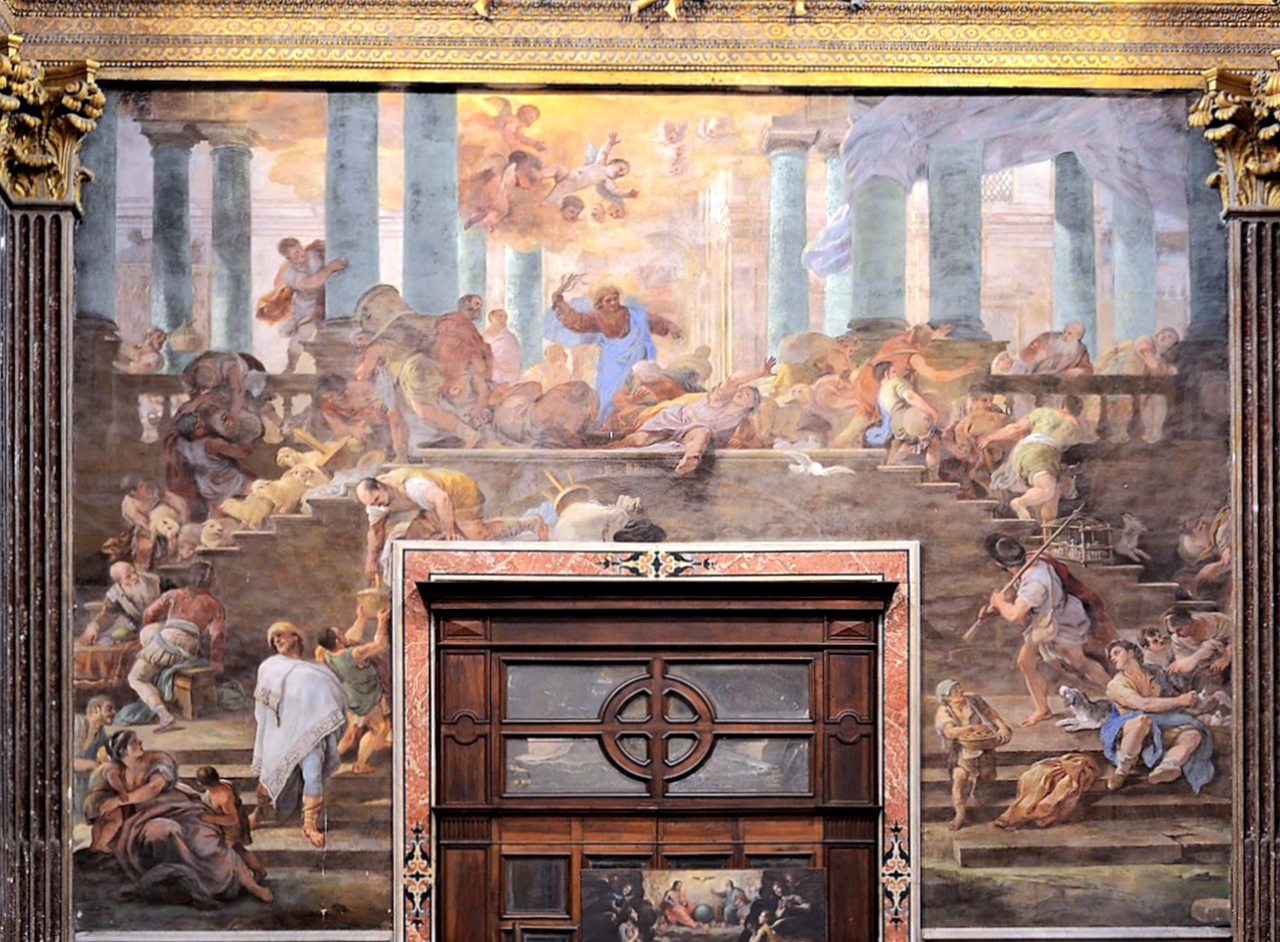
Изгнание торгующих из храма. Фреска. Церковь Деи Джироломини, Неаполь
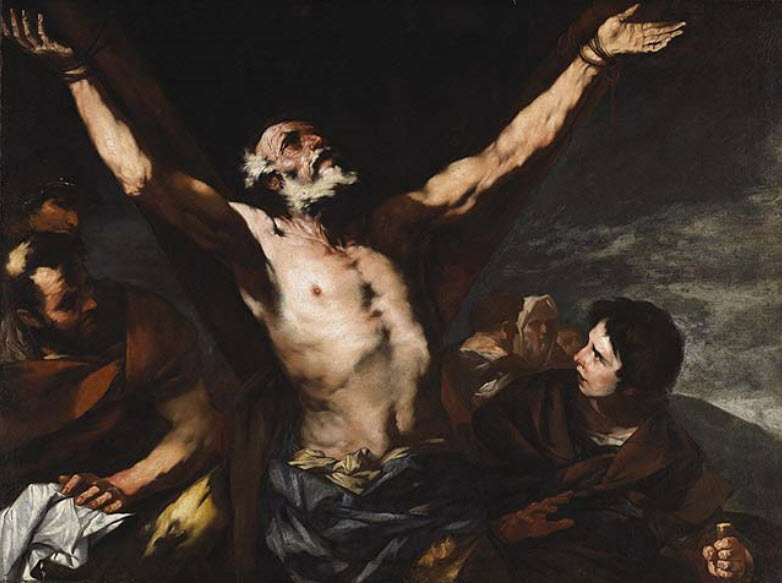
Распятие апостола Андрея. 1659. Национальная галерея Канады, Оттава
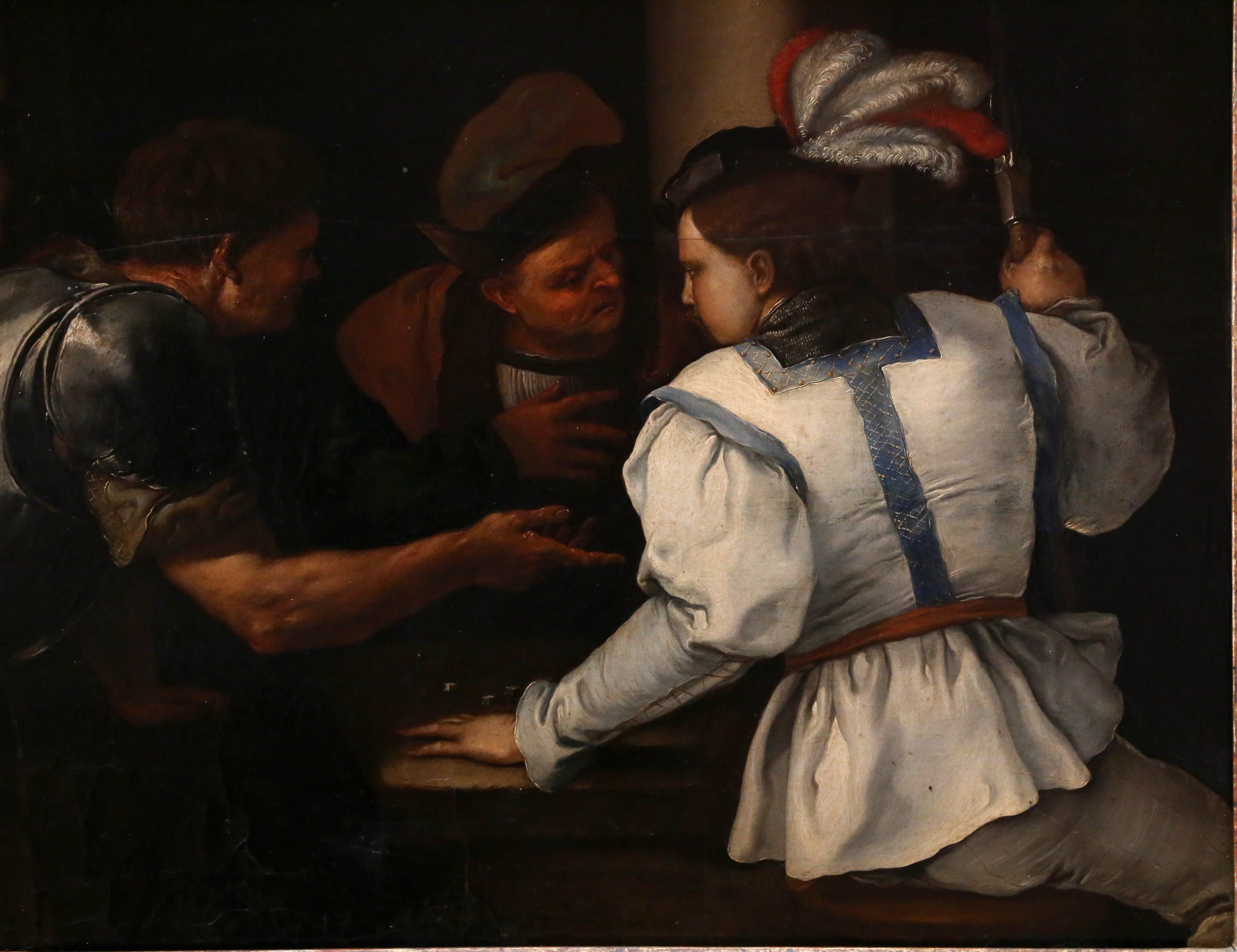
Игроки в кости. Ок. 1653. Берлинская картинная галерея
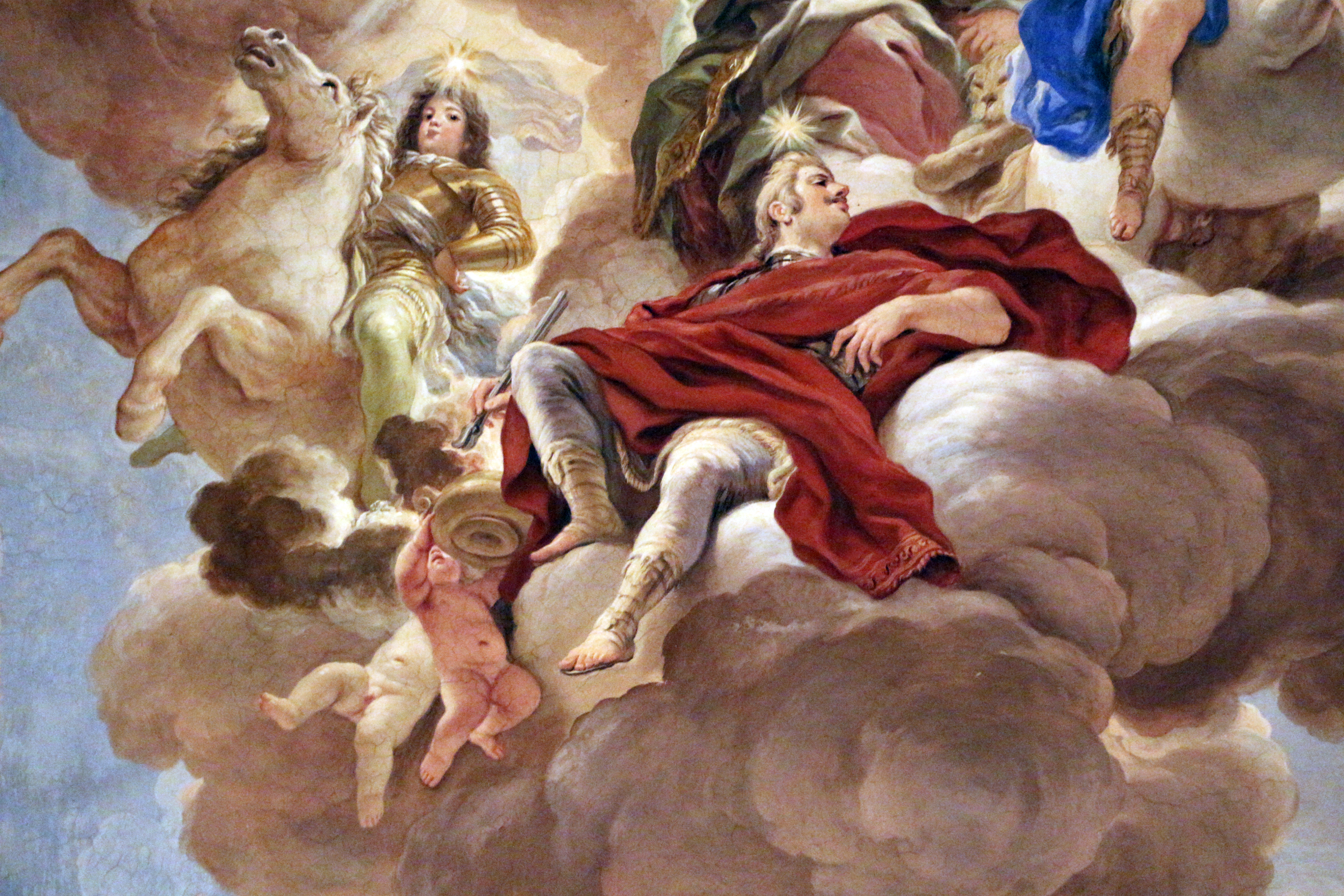
«Апофеоз Медичи» (портрет герцога Козимо III). 1682–1685. Фреска в Палаццо Медичи-Риккарди, Флоренция
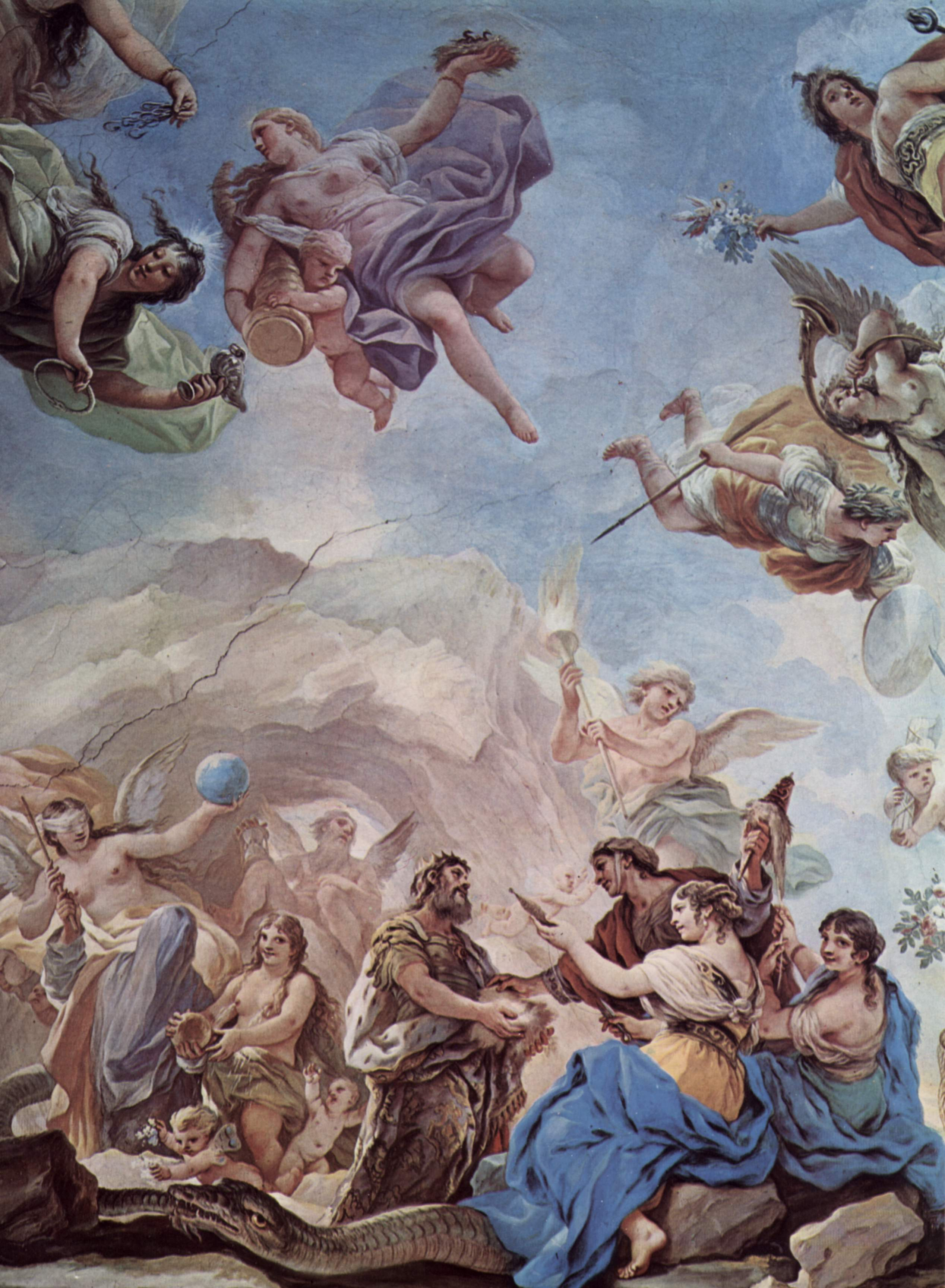
Сотворение человека. 1684–1686. Фреска в Палаццо Медичи-Риккарди, Флоренция